# Telenomus brachialis
Telenomus brachialis är en stekelart som beskrevs av Alexander Henry Haliday 1833. Telenomus brachialis ingår i släktet Telenomus och familjen Scelionidae. Inga underarter finns listade i Catalogue of Life.